# Comme disait Mistinguett
Comme disait Mistinguett est une chanson française écrite par Jean-Jacques Debout et interprétée par Dalida en 1979.
Elle fait référence à la chanteuse et danseuse des années 1920 Mistinguett. Michel Fresnay, le couturier français fétiche des plus grandes stars françaises et internationales, lui conçoit une tenue totalement inédite qu’elle portera à chaque fois qu’elle interprétera la chanson sur scène : il s’agit d’une longue cape de plumes roses brodée de strass recouvrant un body noir dévoilant sa silhouette et ses jambes, sans oublier le nœud papillon. Cette tenue a été exposée pour la première fois en 2007, lors de l’exposition « Dalida, Une Vie », à Paris.
Un coffret nommé « 30 ans déjà » datant de 2017 présente cette chanson parmi d'autres.